# Ludwik Stomma
Ludwik Franciszek Stomma, né le 22 mars 1950 à Cracovie mort dans sa soixante-dixième année le 7 mars 2020 à Saint-Cloud, est un universitaire polonais, sociologue, anthropologue culturel et ethnologue, chroniqueur pour les magazines Polityka et Przegląd.

## Biographie
Ludwik Stomma a enseigné à l'université de Varsovie, à l'université catholique de Lublin, à l'université Jagellonne de Cracovie ; il a également travaillé à l'Institut des arts (pl) de l'Académie polonaise des sciences. En 1981, il part pour la France où il travaille comme directeur d'études à l'École pratique des hautes études. À partir de 2008 il est également professeur associé à l'université Nicolas-Copernic de Toruń. 
Il est l'auteur d'une quinzaine de livres, dont quatre ouvrages de recherche, deux livres pour enfants, ainsi que des livres historiques et biographiques.
À partir de 1990, il tient une chronique régulière pour l'hebdomadaire Polityka. Il collabore également aux magazines Kuchnia, Motomagazine, Elle, Hustler, Cosmopolitan et Nie (sous le pseudonyme de Gall Anonim). Il est l'auteur d'un recueil de chroniques intitulé Nalewka na czereśniach (Liqueur sur les cerises) et Słownik polskich wyzwisk, inwektyw i określeń pejoratywnych (Dictionnaire des insultes, des invectives et des expressions péjoratives en polonais). Il est membre du Collegium Invisibile (en).
Politiquement, il se réclame des idées de gauche et de la franc-maçonnerie, membre quelque temps de l'Union du travail (UP).
Au début des années 1990, sa thèse a fait l'objet de vives polémiques, trois anthropologues, Arnold Lebeuf (pl), Mariusz Ziółkowski (pl) et R.M. Sadowski accusant l'auteur d'inexactitudes sur certaines traditions populaires astronomiques de l'observatoire du village de Skordiów, Ludwik Stomma recevant de son côté des soutiens d'autres chercheurs comme Krystyna et Krzysztof Piątkowski s'appuyant sur la légitimité de choix scientifiques différents.
En 2000, il reçoit la Croix de chevalier de l'Ordre Polonia Restituta « pour ses services exceptionnels dans le travail journalistique ». En 2009, ses réalisations sont honorées par la Złota Sowa Polonii (pl) (Chouette d'or de la Polonia).
Il est le fils de Stanisław Stomma (pl), juriste catholique proche du primat de Pologne le cardinal Józef Glemp et du premier chef de gouvernement polonais post-communiste Tadeusz Mazowiecki. Établi en France à La Ferté-sous-Jouarre, il est enterré le 13 mars 2020 au cimetière du Père-Lachaise à Paris.

## Publications
articles et ouvrages collectifs en langue française
- Ludwik Stomma, Jacek Gąsiorowski, Philippe Sagant, Campagnes insolites : paysannerie polonaise et mythes européens, Verdier, 1986
- Géographie mythique : entre Jules Verne et Gérard de Villiers in Etudes rurales : revue trimestrielle, vol. 103
- Religion populaire des Slaves de l’Europe orientale, EPHE, 2010 télécharger ici

ouvrages en langue polonaise
- Słońce rodzi się 13 grudnia, Varsovie 1981, Ludowa Spółdzielnia Wydawnicza,  (ISBN 83-205-3341-4).
- Antropologia kultury wsi polskiej XIX w., Ire édition : 1986, Instytut Wyd. Pax,  (ISBN 83-211-0614-5); IIe édition : 2002,  (ISBN 83-917096-0-4).
- (avec Tomasz Dominik) Niezwykłych przygód Baranka Pacanka księga pierwsza, Varsovie 1994, Polska Oficyna Wydawnicza „BGW”,  (ISBN 83-7066-606-X).
- Wzloty i upadki królów Francji sposobem antropologicznym wyłożone, Ire édition : Łódź 1991, Wyd. Łódzkie, 1991,  (ISBN 83-218-0898-0); Polska Oficyna Wydawnicza „BGW”, IIe édition: Varsovie 1994, Polska Oficyna Wydawnicza „BGW”,  (ISBN 83-7066-595-0), IIIe édition : Wydawnictwo Twój Styl, 2004,  (ISBN 83-7163-382-3).
- Królów polskich przypadki, Varsovie 1993, Polska Oficyna Wydawnicza „BGW”,  (ISBN 83-7066-536-5).
- Antologia poezji głupich i mądrych Polaków w Ludwika Stommy wyborze, 1995,  (ISBN 83-7066-656-6).
- Żywoty zdań swawolnych, Varsovie 1998, Wyd. Twój Styl,  (ISBN 83-7163-087-5).
- (avec Tomasz Dominik) Kobiet czar..., Varsovie 2000, Wydawnictwo Twój Styl,  (ISBN 8371631537).
- Poczet polityków polskich XX wieku, Varsovie 2000, Wyd. Graf-Punkt,  (ISBN 83-879-88-65-0).
- Królów polskich i francuskich przypadki, Varsovie 2000, Wyd. Graf-Punkt,  (ISBN 83-87988-69-3).
- Słownik polskich wyzwisk, inwektyw i określeń pejoratywnych, Varsovie 2000, Wydawnictwo Graf-Punkt,  (ISBN 83-87988-72-3).
- (avec Ludwik Lewin) Paryż za dwa Ludwiki. Przewodnik po Paryżu cieni i smaków, Varsovie 1995, Polska Oficyna Wydawnicza „BGW”,  (ISBN 83-7066-657-4).
- Nalewka na czereśniach, sélection des chroniques de „Polityka”, Poznań 2000, Wydawnictwo Sens,  (ISBN 83-86944-29-3).
- Życie seksualne królów Polski i inne smakowitości, Wyd. Twój Styl, 2002,  (ISBN 83-7163-267-3).
- Paryskie spacery, 2003, Wydawnictwo Twój Styl,  (ISBN 8371633548).
- Z owsa ryż. Po co nam Francja, Wydawnictwo Książkowe Twój Styl, Varsovie 2003,  (ISBN 83-7163-349-1).
- Dzieje smaku, Poznań 2004, Wydawnictwo Sens,  (ISBN 83-86944-44-7).
- Francuska miłość, Varsovie 2004, Wydawnictwo Książkowe Twój Styl,  (ISBN 83-7163-464-1).
- Sławnych Polaków uczucia i śluby, Poznań 2004, Wydawnictwo Sens, s. 250,  (ISBN 83-86944-50-1).
- Sławnych Polaków choroby, Gdańsk 2004, Wyd. Tower Press, s. 143,  (ISBN 83-87342-80-7).
- Polskie złudzenia narodowe, Poznań 2006, Wydawnictwo Sens,  (ISBN 83-86944-61-7).
- Polskie złudzenia narodowe. Księgi wtóre, Poznań 2007, Wydawnictwo Sens,  (ISBN 978-83-86944-66-8).
- Choroby i dolegliwości sławnych ludzi, Gdańsk 2007, Literatura Net PL,  (ISBN 83-923645-4-6).
- Skandale Polskie, Varsovie 2008, Wydawnictwo Demart,  (ISBN 83-87342-80-7).
- A jeśli było inaczej... Antropologia historii, Poznań 2008, Wydawnictwo Sens, (OCLC 233497936).
- Kultura zmienną jest, Poznań 2009, Wydawnictwo Sens,  (ISBN 978-83-86944-74-3).
- Historie przecenione, Wydawnictwo Iskry 2011,  (ISBN 978-83-244-0154-3).
- Historie niedocenione, Wydawnictwo Iskry 2011,  (ISBN 978-83-244-0182-6).
- Antropologia wojny, Wydawnictwo Iskry 2014,  (ISBN 978-83-244-0382-0)
- Polskie złudzenia narodowe, Wydawnictwo Iskry 2014,  (ISBN 978-83-244-0419-3)
- Nalewka na piołunie, Wydawnictwo Sens, Poznań 2019  (ISBN 978-8-386944-86-6)